# Miroslav Medal

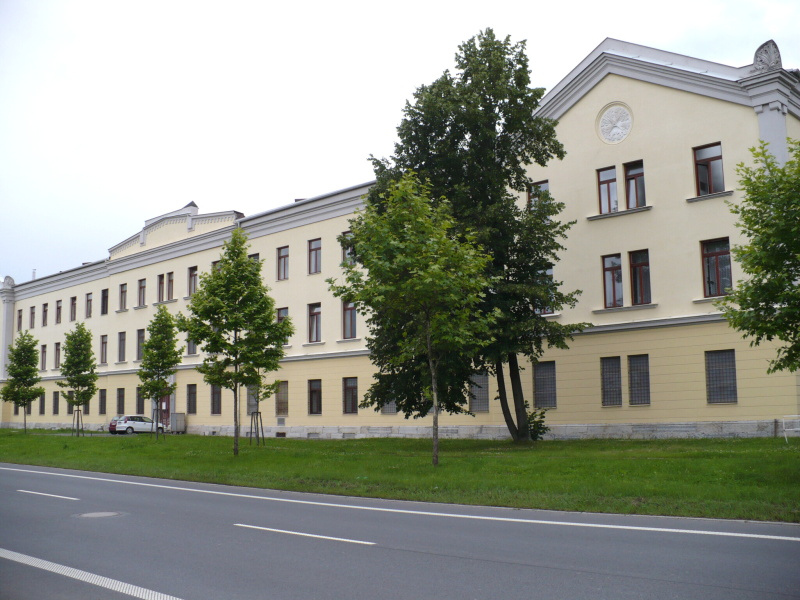
Západní budova Vojenské akademie v Hranicích na Moravě

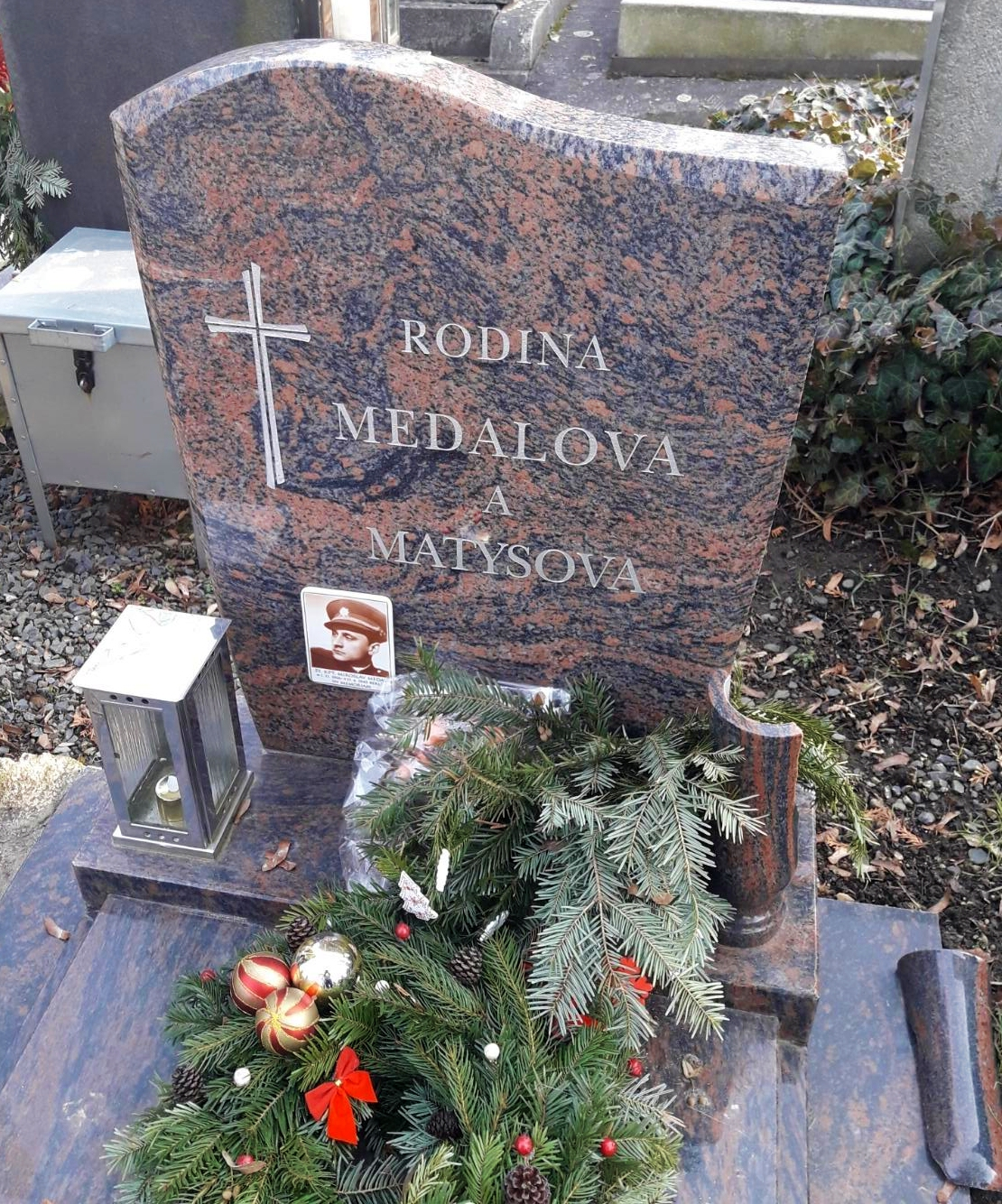
Rodinný hrob Medalových na Vršovickém hřbitově v Praze

Miroslav Medal (1. listopadu 1916, Praha – 17. dubna 1942, Berlín, Věznice Plötzensee) byl čerstvým absolventem Vojenské akademie v Hranicích na Moravě. Po ustavení Protektorátu Čechy a Morava v rámci zrušení prvorepublikové československé armády (na jaře a v létě roku 1939) byl deaktivován a přidělen do Prahy jako magistrátní úředník. Spolu s PhDr. Felixem Mannem (zaměstnancem podniku Explosia Semtín u Pardubic) a Emilem Zöldnerem (pražským automechanikem z Vihohrad) zajišťoval převoz ilegálně vynášeného materiálu (výbušniny, dynamit, rozbušky) z továrny Explosia pro potřeby zpravodajsko-sabotážní skupiny Tři králové (Balabán, Mašín, Morávek). Poručík Miroslav Medal byl zatčen gestapem v Praze dne 5. května 1940 a po výsleších a věznění byl dne 7. listopadu 1941 odsouzen (v rámci procesu s odbojovou skupinou Karla Bondyho) Lidovým soudním dvorem k trestu smrti za přípravu k velezradě, napomáhání nepříteli a za napomáhání k uchovávání skladu zbraní. Byl popraven stětím gilotinou dne 17. dubna 1942 v Berlíně-Plötzensee.

## Život

### Studia a vojenská služba
Miroslav Medal se narodil 1. listopadu 1916 v Praze. Po absolvování Vojenské akademie v Hranicích na Moravě v roce 1938 získal hodnost poručíka dělostřelectva a nastoupil vojenskou službu u 7. dělostřeleckého pluku v Olomouci. Tady se spřátelil se štábním kapitánem Václavem Morávkem.

### Odbojová činnost
Po ustavení Protektorátu Čechy a Morava v rámci zrušení prvorepublikové československé armády (na jaře a v létě roku 1939) zamýšlel původně odchod do zahraničí, ale tento plán nakonec zavrhl. Po vytvoření vojenské ilegální odbojové organizace Obrana národa (ON) vstoupil do jejich řad. Tady se později seznámil s podplukovníkem Josefem Mašínem a podplukovníkem Josefem Balabánem, jemuž se stal (ve zpravodajské sekci) pobočníkem.
Miroslav i jeho mladší bratr Oldřich Medal bydleli s rodiči za protektorátu v činžovním domě v ulici Riegrova 37 (dnes má tento činžovní dům adresu: Bořivojova 1112/37, 130 00 Praha 3 - Žižkov). Na tuto adresu si Morávek nechával občas posílat některé své osobní věci (např. peřiny či prádlo) a často zde strávil noc či se zde najedl. Na psacím stroji (podplukovníka Josefa Balabána) společně s poručíkem Medalem tady zpracovávali různá hlášení a zprávy. Byt sloužil i jako útočiště k přespání pro jiné důstojníky (v ilegalitě) např. pro poručíka letectva Herberta Němce (1916–2001), který později přešel ilegálně hranice do Polska. Poručík Miroslav Medal také pomáhal Morávkově sestře Jarmile Morávkové (* 1903), když se potřebovala zkontaktovat se svým bratrem skrývajícím se v ilegalitě.
V rámci ON byla ilegální zpravodajsko-sabotážní skupina tři králové pověřována i různými diverzními úkoly. Obstarávání sabotážního materiálu pro záškodnické akce tří králů se realizovalo pomocí kontaktů v továrnách. Zde dominovala odbojová buňka v semtínské Explosii. Ta byla vedena PhDr. Felixem Mannem, úředníkem a pracovníkem tovární laboratoře, který tajně vynášel třaskaviny v látkových sáčcích nenápadně připevněných po obvodu svého těla. Mimo továrnu pak propašovaný materiál předával poručíku Miroslavu Medalovi. Prostřednictvím vinohradského automechanika Emila Zöldnera se pak „potřebná surovina“ (výbušniny a rozbušky) dostávala do Prahy ke třem králům a jejich „cukrářům“. Během šesti měsíců touto cestou získal domácí odboj stovky kilogramů třaskavin a 22 beden rozbušek.

### Zatčení, výslechy, věznění, ...
Dne 5. května 1940 byl v Praze zatčen gestapem magistrátní úředník Miroslav Medal a o pět dní později (10. května 1940) byl v Semtíně zatčen gestapem vedoucí odbojové skupiny PhDr. Felix Mann. Skupina byla navázána na síť okolo Karla Bondyho a německým bezpečnostním složkám se o několik dní později podařilo zatknout i další členy Mannovy skupiny (po těžké přestřelce i Emila Zöldnera) a celou tuto skupinu zlikvidovat.
Některé ze zostřených výslechů, kterým byli zatčení podrobeni, vedl i kriminální inspektor III. oddělení, referátu III A pražského gestapa Oskar Fleischer (přezdívaný „řezník“), jenž proslul svojí brutalitou. Zatčení byli vězněni téměř dva roky v různých nacistických káznicích (na Pankráci, Zhořelci, v Drážďanech, v Gollnowě, Štětíně a nakonec ve věznicích Moabit a Plötzensee v Berlíně). Berlínský lidový soud (Volksgericht) je dne 7. listopadu 1941 odsoudil za velezradu, nadržování nepříteli a uchovávání skladu zbraní k trestu smrti. Miroslav Medal, PhDr. Felix Mann a Emil Zöldner byli popraveni 17. dubna 1942 stětím gilotinou v Berlíně ve věznici Plötzensee.

## Vzkazy rodině a bratrovi
V noci před popravou napsal poručík Miroslav Medal několik řádků na rozloučenou adresovaných svým rodičům:
O sedmé hodině ráno mně řekli, že budu 17. dubna v 6.15 popraven. Jak jsem slyšel, můj popel nedostanete a tak s těžkým srdcem vím, že nikdy nebudu ležet v hlíně mé vlasti. Vím, že budete na mne vzpomínat tak dlouho, jak budete živí. Neplačte! Byl to můj osud, můj běh života, který mi byl dán již při mém narození. Můj milý tatínku a maminko, myslete na mne v dobrém, žijte dobře, klidně, dlouho, dlouho ve zdraví pro Oldřicha ...
Miroslav Medal, Řádky na rozloučenou v noci ze 16. na 17. dubna 1942 v Berlíně, 
Svému mladšímu bratru Oldřichu Medalovi pak Miroslav napsal:
Buď klidný a věř! Buď muž od hlavy k patě. Buď hodný, pracuj rád, uč se, buď šťastný ve svém životě!…Tvůj Slávek, který Tě učil chodit, číst, který Tě měl tak rád, pozdravuje Tě naposledy. Buď silný, potěšuj naše rodiče, neplač! Umírám jako důstojník, škoda jen, že ne kulkou.
Miroslav Medal, Řádky na rozloučenou v noci ze 16. na 17. dubna 1942 v Berlíně, 

## Po druhé světové válce
Po skončení druhé světové války byl poručím Miroslav Medal povýšen in memoriam do hodnosti štábního kapitána. Fotografie štábního kapitána Miroslava Medala je umístěna na náhrobku rodinného hrobu, který se nachází na Vršovickém hřbitově. (Tam je pochován i jeho bratr Oldřich Medal).